# Барракпор
Барракпор (англ. Barrackpore) — город в регионе Пенал-Дебе на юге острова Тринидад в Тринидаде и Тобаго.
Родина сорта перца 7 Pot Barrackpore.

## Население
По данным на 9 января 2011 года в боро проживало 14 928 человек: мужчин — 7 708, женщин — 7 721.
На 15 мая 2000 года население составляло 12 880 человек.